# Каневари, Антонио
Антонио Каневари (итал. Antonio Canevari; 1681, Рим — 1764, Неаполь) — итальянский архитектор периода позднего барокко и раннего неоклассицизма.
О творчестве этого архитектора известно немного. Он обучался у малоизвестного архитектора по имени Антонио Валери и рано начал работать в Риме. В 1703 году, в возрасте двадцати двух лет выиграл конкурс рисунка в Академии Святого Луки, получил первую премию на конкурсе Клементины (Академии живописи в Болонье) за проект папской резиденции, в 1715 году принял участие в конкурсе на сакристию базилики Святого Петра в Ватикане.
В 1732 году представил несколько проектов (не реализованных) перестройки церкви Сан-Джованни-ин-Латерано и соревновался с Юваррой, Микетти и другими за реконструкцию сакристии базилики Святого Петра. Каневари также участвовал в большом конкурсе на проект перестройки фасада базилики, в котором победил Луиджи Ванвителли, тогда как строительные работы были поручены Алессандро Галилею.
В 1725 году Каневари переехал в Лиссабон, а затем в Неаполь. В Португалии он помог построить «Акведук Свободных Вод» (Aqueduto das Águas Livres), снабжающий город Лиссабон питьевой водой. Среди других работ были башни Коимбрского университета и Королевского дворца, однако большая часть его построек была разрушена землетрясением в Лиссабоне 1755 года. В Неаполе он работал на строительстве Королевского дворца Каподимонте, дворца в Портичи (1738) и Порта Нуова. В целом можно заключить, что творческое наследие значительного для своего времени архитектора из-за последующих перестроек и разрушений оказалось по большей части эфемерным.